# Tumaslı (Şərur)
Tumaslı è un comune dell'Azerbaigian situato nel distretto di Şərur.  